# Coppa Italia di Serie A2 2007-2008 (calcio a 5)
La 9ª edizione della Coppa Italia di serie A2 si è svolta presso il PalaSavelli di Porto San Giorgio dal 6 all'8 marzo del 2008 con regolamento invariato rispetto all'edizione precedente. Alla manifestazione sono iscritte d'ufficio le Società classificatesi al termine del girone di andata, ai primi quattro posti dei due gironi del Campionato Nazionale di Serie A2 ovvero:
| Girone A | Girone A    | Girone B | Girone B              |
| 1        | Domus Chia  | 1        | Modugno               |
| 2        | Cagliari    | 2        | Polizia Penitenziaria |
| 3        | San Giorgio | 3        | Torrino               |
| 4        | Torino      | 4        | Sport Five            |

## Formula
Le prime quattro classificate dopo il girone di andata dei due gironi si affrontano, in una gara unica, nei quarti di finale, decisi da sorteggio. Le vincenti accedono alla semifinale e poi in finale, anch'esse in gara unica. La vincitrice della finale si aggiudica il trofeo. In caso di parità al termine dei quaranta minuti regolamentari, si svolgeranno due tempi supplementari di 5 minuti ciascuno. In caso di ulteriore parità la vittoria si assegnerà dopo i calci di rigore. Il sorteggio si è svolto mercoledì 13 febbraio a Roma presso la sede della Divisione Calcio a 5.

## Tabellone
|  | Quarti di finale      | Quarti di finale      | Quarti di finale      |                       |                       | Semifinali            | Semifinali | Semifinali |  |  | Finale | Finale | Finale |  |
|  |                       |                       |                       |                       |                       |                       |            |            |  |  |        |        |        |  |
|  | Sport Five            | Sport Five            | 7dts                  |                       |                       |                       |            |            |  |  |        |        |        |  |
|  | Sport Five            | Sport Five            | 7dts                  |                       |                       |                       |            |            |  |  |        |        |        |  |
|  | Domus Chia            | Domus Chia            | 6                     |                       |                       |                       |            |            |  |  |        |        |        |  |
|  | Domus Chia            | Domus Chia            | 6                     |                       | Sport Five            | Sport Five            | 2          |            |  |  |        |        |        |  |
|  |                       |                       |                       |                       | Sport Five            | Sport Five            | 2          |            |  |  |        |        |        |  |
|  |                       |                       | Cagliari              | Cagliari              | 4                     |                       |            |            |  |  |        |        |        |  |
|  | Modugno               | Modugno               | Cagliari              | Cagliari              | 4                     | 0                     |            |            |  |  |        |        |        |  |
|  | Modugno               | Modugno               |                       |                       |                       |                       |            |            |  |  |        |        |        |  |
|  | Cagliari              | Cagliari              | 2                     |                       |                       |                       |            |            |  |  |        |        |        |  |
|  | Cagliari              | Cagliari              | 2                     |                       | Cagliari              | Cagliari              | 2          |            |  |  |        |        |        |  |
|  |                       |                       |                       |                       |                       |                       |            |            |  |  |        |        |        |  |
|  |                       |                       | Polizia Penitenziaria | Polizia Penitenziaria | 5                     |                       |            |            |  |  |        |        |        |  |
|  | Polizia Penitenziaria | Polizia Penitenziaria | Polizia Penitenziaria | Polizia Penitenziaria | 5                     | 5dts                  |            |            |  |  |        |        |        |  |
|  | Polizia Penitenziaria | Polizia Penitenziaria |                       |                       |                       |                       |            |            |  |  |        |        |        |  |
|  | Torino                | Torino                | 4                     |                       |                       |                       |            |            |  |  |        |        |        |  |
|  | Torino                | Torino                | 4                     |                       | Polizia Penitenziaria | Polizia Penitenziaria | 3 (6)      |            |  |  |        |        |        |  |
|  |                       |                       |                       |                       | Polizia Penitenziaria | Polizia Penitenziaria | 3 (6)      |            |  |  |        |        |        |  |
|  |                       |                       | San Giorgio           | San Giorgio           | 3 (5)                 |                       |            |            |  |  |        |        |        |  |
|  | San Giorgio           | San Giorgio           | San Giorgio           | San Giorgio           | 3 (5)                 | 2dts                  |            |            |  |  |        |        |        |  |
|  | San Giorgio           | San Giorgio           |                       |                       |                       |                       |            |            |  |  |        |        |        |  |
|  | Torrino               | Torrino               | 1                     |                       |                       |                       |            |            |  |  |        |        |        |  |

## Quarti di finale[3]
| Arbitri: | Marco Fapore (L'Aquila) Alessio Anzuini (L'Aquila) |

|                                                                                    |           |                                                                            |
| Padovan 7’ R. Daga 12’ T. Daga 22’ R. Daga 31’ Moretto 37’ Padovan 44’ R. Daga 47’ | Marcatori | 3’ Leal Zara 19'59'’ Volpi 24’ G. Ferreira 25’ Leal Zara 30’, 49’ Torcivia |

| Arbitri: | Angelo Galante (Ancona) Roberto Chiarello (Novi Ligure) |

|  |           |                     |
|  | Marcatori | 11’, 38’ Previdelli |

| Arbitri: | Pierluigi Bedendo (Rovigo) Giuseppe Schillaci (Busto Arsizio) |
| Crono:   | Gianluca Mastri (Jesi)                                        |

|                                                                      |           |                                      |
| Algodão 4'30'’ 10’ (rig.) Atkinson 30’ Algodão 45’ De Moraes 48'30'’ | Marcatori | 3’ Dias 32’ Ramon 40’ Dias 42’ Ramon |

| Porto San Giorgio 6 marzo 2008, ore 20:30 CET Quarti di finale, gara unica | San Giorgio | 2 – 1 (1-0, 1-1, 1-1) referto | Torrino | PalaSavelli |
| \| \| \| \| \| Cantagalo 16’ Katata 49’ \| Marcatori \| 31’ Rubei \|       |             |                               |         |             |
|                                                                            |             |                               |         |             |
| Cantagalo 16’ Katata 49’                                                   | Marcatori   | 31’ Rubei                     |         |             |

## Semifinali[4]
| Arbitri: | Giovanni Muratore (Perugia) Marco Vocca (Battipaglia) |

|                        |           |                                                       |
| Maoski 25’ Padovan 35’ | Marcatori | 24’ Asquer 27’ Cavalcante 31’ Asquer 39'50’’ Serginho |

| Arbitri: | Tito Stampacchia (Modena) Giovanni Luca Cugliandro (Reggio Calabria) |

|                                            |                      |                                       |
| Atkinson 4’ B. Cavalli 10’ Algodão 20'42'’ | Marcatori            | 5’ Mindoli 18’ Morosini 31’ Katata    |
| Algodão Paolucci Zancanaro Milani          | Tiri di rigore 3 – 2 | Bedin Mindoli Volpato Katata Morosini |

## Finale[5]
| Arbitri: | Andrea Giada (Mestre) Giacomo De Varti (Foggia) |
| Crono:   | Antonio Di Vito (Ariano Irpino)                 |

| |            | |
| Previdelli 25'29’’ Zancanaro 38'10’’ (aut.) | Marcatori  | 2'14'’ De Moraes 9'34’’ Paolucci 20'38’’ (aut.) Asquer 23'25’’ Algodão 25'10'’ De Moraes |
| · Danilo Scarparo · Gianluigi Asquer · Alberto Melis · Enrico Cocco · Serginho · Marco Meloni · Andrea Barbarossa · Fábio Previdelli · Thiago Cavalcante · Heder Rufine · Vanderlei Bonfin · Mirko Murru | Formazioni | · Valerio Barigelli · João Lara · Claudio De Moraes · Gabriel Senegalia · Márcio Zancanaro · Algodão · Daniele Paolucci · Fabiano Cavalli · Francesco Milani · Bruno Cavalli · Ricardo Atkinson · Marco Maresca |
| Diego Podda | Allenatori | Massimiliano Monsignori |

## Classifica marcatori
| Gol |  |  | Giocatore          | Squadra               |
| --- |  |  | ------------------ | --------------------- |
| 5   |  |  | Algodão            | Polizia Penitenziaria |
| 3   |  |  | Ronaldo Daga       | Sport Five            |
| 3   |  |  | Claudio De Moraes  | Polizia Penitenziaria |
| 3   |  |  | Leomar Padovan     | Sport Five            |
| 3   |  |  | Fábio Previdelli   | Cagliari              |
| 2   |  |  | Ramon Bueno Ardite | Torino                |
| 2   |  |  | Gianluigi Asquer   | Cagliari              |
| 2   |  |  | Ricardo Atkinson   | Polizia Penitenziaria |
| 2   |  |  | Eduardo Dias       | Torino                |
| 2   |  |  | Katata             | San Giorgio           |
| 2   |  |  | Maykon Leal Zara   | Domus Chia            |
| 2   |  |  | Marco Torcivia     | Domus Chia            |

| Gol |  |  | Giocatore            | Squadra               |
| --- |  |  | -------------------- | --------------------- |
| 1   |  |  | Cantagalo            | San Giorgio           |
| 1   |  |  | Thiago Cavalcante    | Cagliari              |
| 1   |  |  | Bruno Cavalli        | Polizia Penitenziaria |
| 1   |  |  | Tiago Daga           | Sport Five            |
| 1   |  |  | Gabriel Ferreira     | Domus Chia            |
| 1   |  |  | Marcelo Maoski       | Sport Five            |
| 1   |  |  | Giampiero Mindoli    | San Giorgio           |
| 1   |  |  | Rafael Moretto       | Sport Five            |
| 1   |  |  | Flavio Luiz Morosini | San Giorgio           |
| 1   |  |  | Daniele Paolucci     | Polizia Penitenziaria |
| 1   |  |  | Andrea Rubei         | Torrino               |
| 1   |  |  | Serginho             | Cagliari              |
| 1   |  |  | Fábio Volpi          | Domus Chia            |